# Allotinus suka
Allotinus suka är en fjärilsart som beskrevs av Murinus Cornelis Piepers och Pieter Cornelius Tobias Snellen 1918. Allotinus suka ingår i släktet Allotinus och familjen juvelvingar. Inga underarter finns listade i Catalogue of Life.

## Bildgalleri

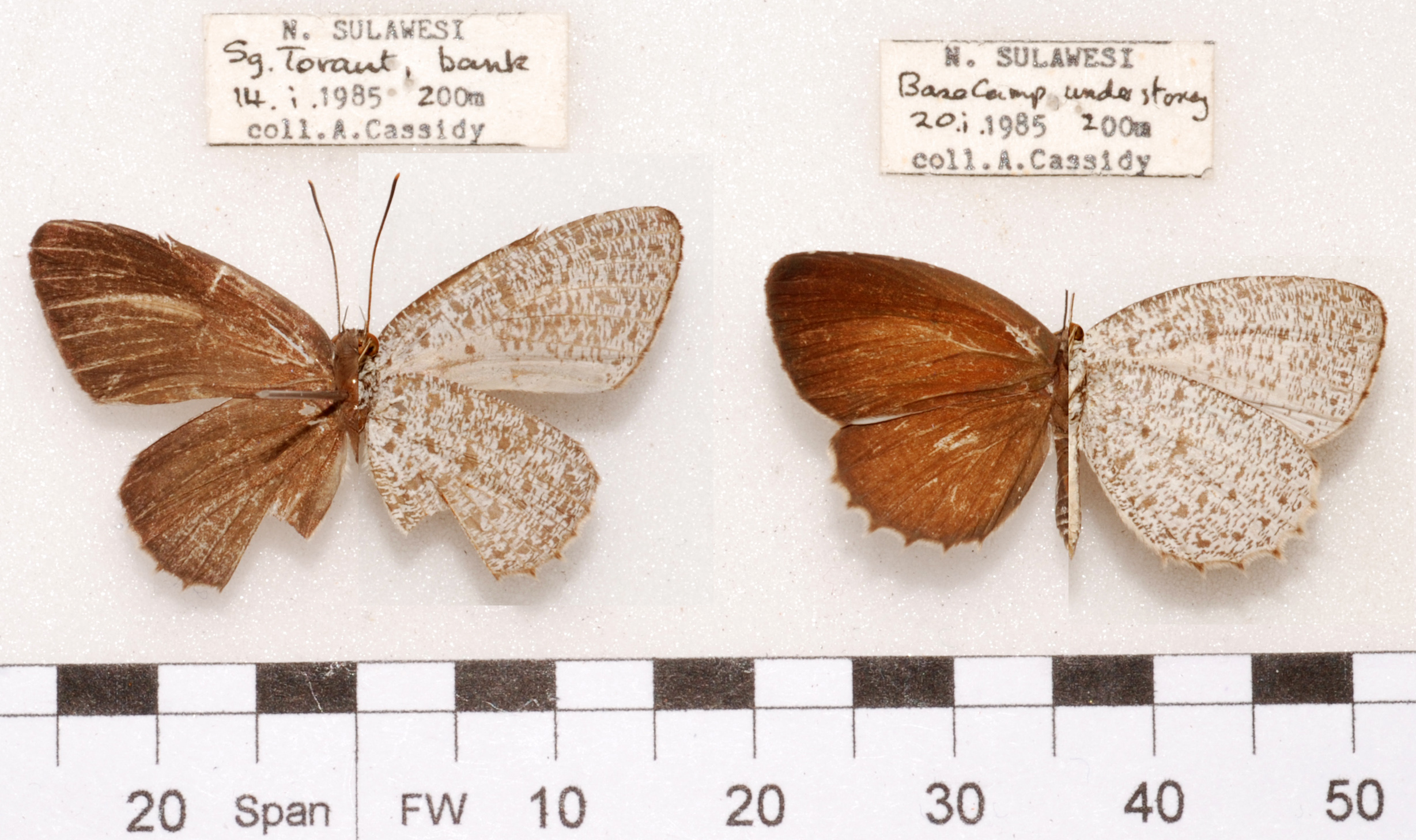